# Fundación Iberoamericana de las Culturas
La Fundación Iberoamericana de las Culturas (FIBRAS) es una organización sin ánimo de lucro nicaragüense fundada en 2000 y desde 2006 dedicada a «promover la cultura democrática». La organización se financia mediante la Fundación Nacional para la Democracia de Estados Unidos.
Auspicia el Movimiento por Nicaragua (MpN) dirigido por la ex-directiva de la administración de Enrique Bolaños, Violeta Granera hasta 2016, cuando dejó la organización para ser candidata a vicepresidenta por la Coalición Nacional por la Democracia y fue sustituida por Marvin Gómez.
Antes de las elecciones generales de Nicaragua de 2006 el FIBRAS realizó una campaña para promover la cedulación y el voto exterior.
Desde el inicio del gobierno de Daniel Ortega en 2007, el Movimiento por Nicaragua ha convocado multitud de protestas contra el gobierno, al que tildan de «autoritario». En 2018 convocaron una marcha contra el gobierno tras las protestas contra la reforma del INSS.